# District de Münster
Ne doit pas être confondu avec pays de Münster.
Le district de Münster (en allemand Regierungsbezirk Münster) est l'une des cinq circonscriptions (Regierungsbezirke) du land de Rhénanie-du-Nord-Westphalie.
Son chef-lieu est Münster.

## Situation géographique
Le district est limitrophe de la Basse-Saxe (au nord), du district de Detmold (à l'est), des districts d'Arnsberg et de Düsseldorf (au sud), et à l'ouest, des Pays-Bas. 
Avant la suppression des districts en la Basse-Saxe (2004), le district limitrophe bas-saxon du district de Münster fut le district de Weser-Ems (de) au nord.
Le district est situé au nord de la Rhénanie-du-Nord-Westphalie. 
Paysages : plaines de Münster, les massifs de la Forêt-de-Teutoburg et des montagnes de Beckum, les plaines d'Allemagne du nord, 
Cours d'eau : Ems, Lippe.

## Histoire
Le district fut créé par décret prussien du 30 avril 1815. 
L'administration du district commençait le 22 avril 1816.

## Administration territoriale
Le district comprend quatre arrondissements et cinq villes-arrondissements, dont 78 communes :

### Arrondissements (avant 1975)
1. Arrondissement d'Ahaus (de) (intégré dans l'arrondissement de Borken)
2. Arrondissement de Beckum (de) (intégré dans l'arrondissement de Warendorf)
3. Arrondissement de Borken (de)
4. Arrondissement de Coesfeld (de)
5. Arrondissement de Lüdinghausen (de) (divisé entre les arrondissements de Coesfeld, de Warendorf, d'Unna du district d'Arnsberg)
6. Arrondissement de Münster (de) (divisé entre les arrondissements de Coesfeld, Steinfurt et de Warendorf)
7. Arrondissement de Recklinghausen
8. Arrondissement de Steinfurt (de)
9. Arrondissement de Tecklembourg (de) (intégré dans l'arrondissement de Steinfurt)
10. Arrondissement de Warendorf (de)

### Arrondissements (à partir de 1975)
1. Arrondissement de Borken : 17 communes, dont 9 villes
2. Arrondissement de Coesfeld : 11 communes, dont 5 villes
3. Arrondissement de Recklinghausen : 10 communes, dont 10 villes
4. Arrondissement de Steinfurt : 24 communes, dont 10 villes
5. Arrondissement de Warendorf : 13 communes, dont 8 villes

### Villes-arrondissements

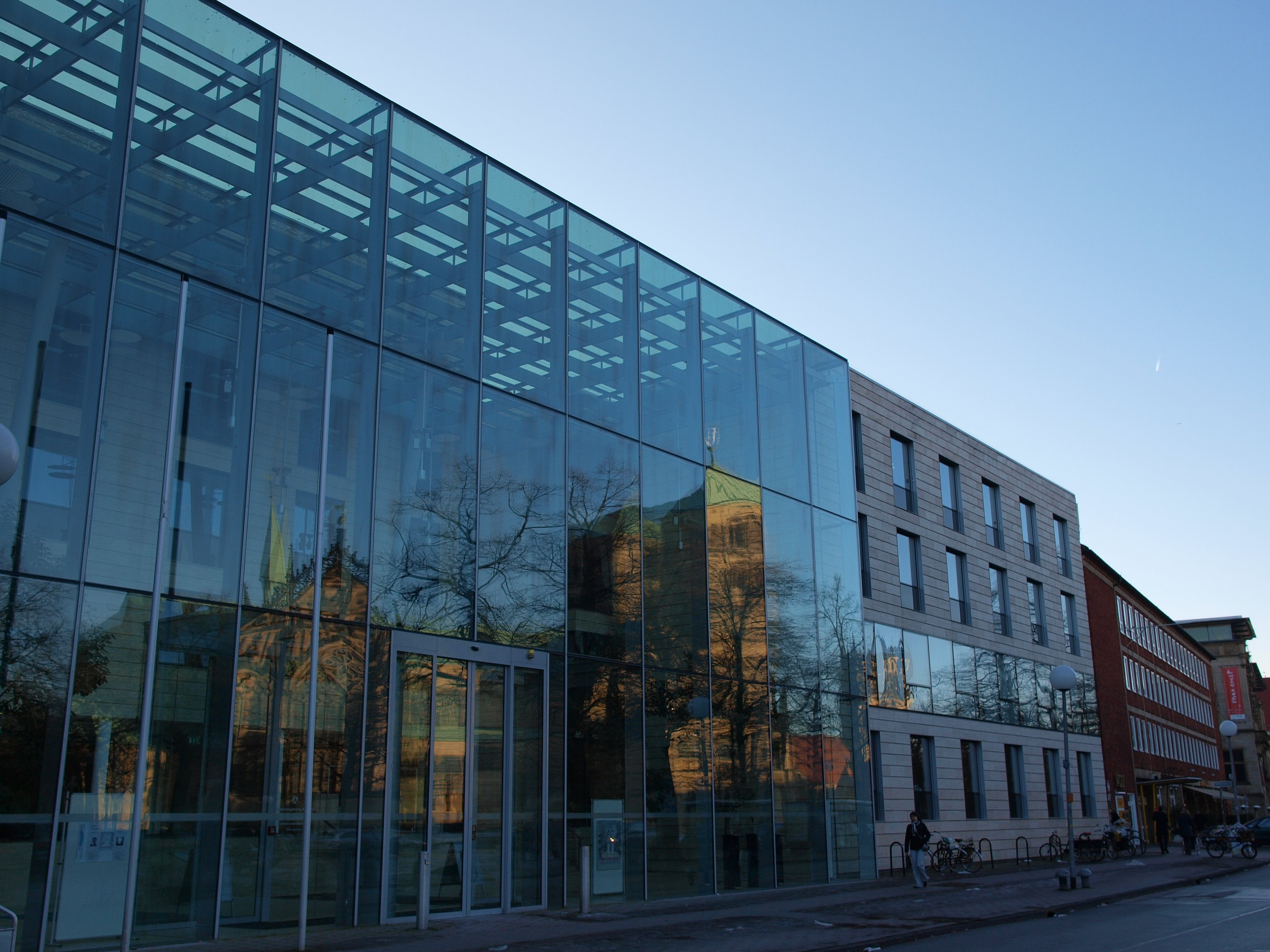
Siège du district sur la place de la cathédrale de Münster.

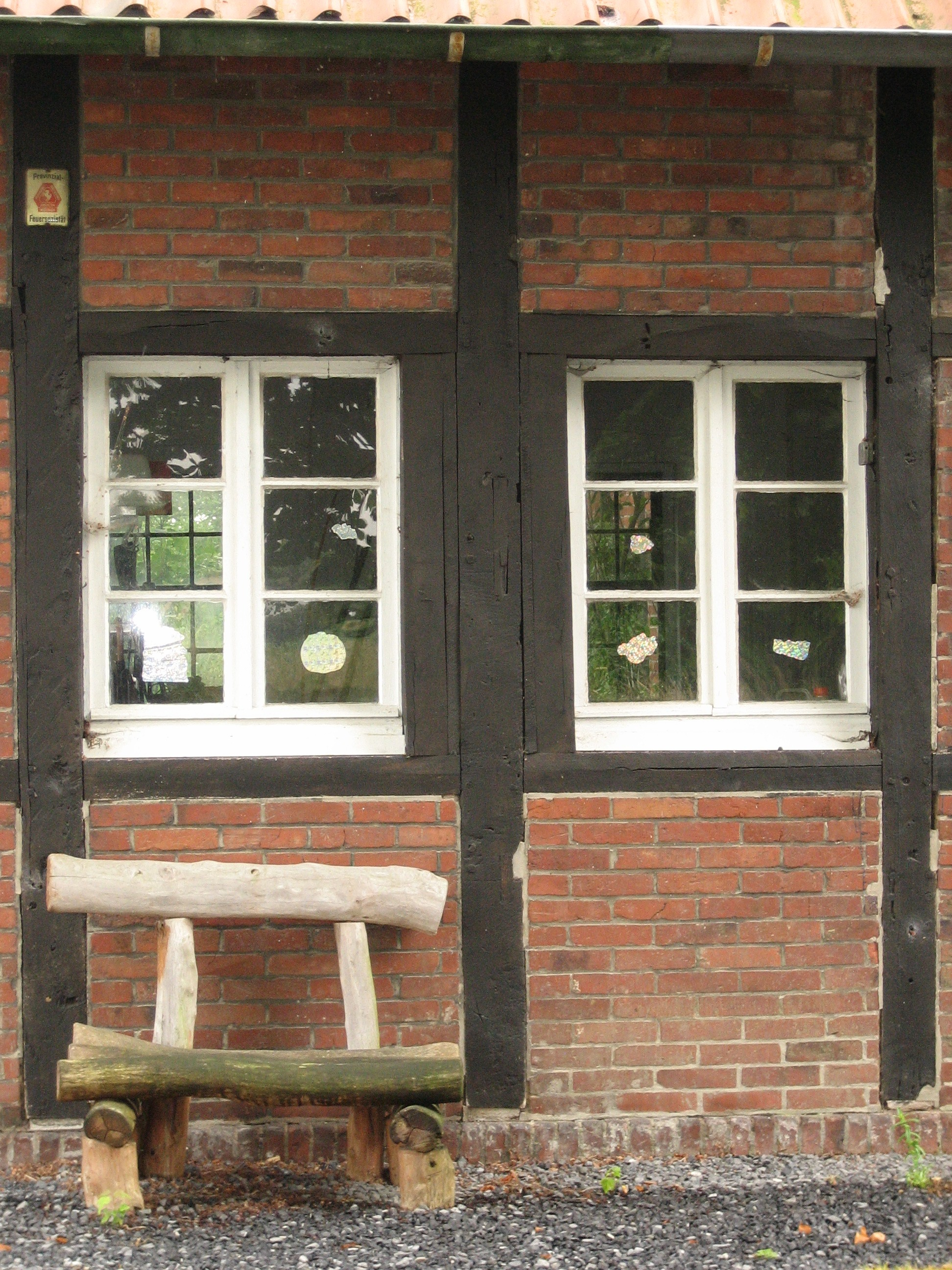
Maison à Ennigerloh, dans l'arrondissement de Warendorf.

1. Bottrop
2. Gelsenkirchen
3. Münster (Westphalie)

## Présidents du district
| Période   | Président                      | Parti   |
| 1816–1844 | Ludwig von Vincke              |         |
| 1845–1846 | Justus Wilhelm von Schaper     |         |
| 1846–1849 | Eduard von Flottwell           |         |
| 1850–1871 | Franz von Duesberg             |         |
| 1871–1882 | Friedrich von Kühlwetter       |         |
| 1883–1889 | Norbert Eduard von Hagemeister |         |
| 1887–1890 | August von Liebermann          |         |
| 1890–1897 | Hermann Schwarzenberg (de)     |         |
| 1897–1909 | Alfred Gescher (de)            | DKP     |
| 1909–1913 | Jaroslaw von Jarotzky (de)     | ;       |
| 1913–1922 | Felix von Merveldt             | DNVP    |
| 1922–1926 | Heinrich Haslinde              |         |
| 1926      | Carl Hettlage (de)             |         |
| 1926–1932 | Rudolf Amelunxen (de)          | Zentrum |
| 1932–1933 | Hermann Pünder (de)            | Zentrum |
| 1933–1934 | Kurt Matthaei (de)             | NSDAP   |
| 1934–1941 | Kurt Klemm (de)                | NSDAP   |
| 1941–1943 | Günther von Stosch (de)        | NSDAP   |
| 1943      | Theodor Fründt (de)            | NSDAP   |
| 1944–1945 | Walter Ruhs                    | NSDAP   |
| 1945      | Clemens Freiherr von Oer (de)  |         |
| 1945–1956 | Franz Hackethal (de)           |         |
| 1957–1958 | Bernhard Reismann (de)         | Zentrum |
| 1959–1973 | Josef Schneeberger (de)        | CDU     |
| 1973–1978 | Egbert Möcklinghoff (de)       | CDU     |
| 1978–1995 | Erwin Schleberger (de)         | CDU     |
| 1995–2007 | Jörg Twenhöven                 | CDU     |
| 2007–2011 | Peter Paziorek (de)            | CDU     |
| 2011      | Dorothee Feller (de)           |         |
| 2011–2017 | Reinhard Klenke (de)           | CDU     |
| 2017-     | Dorothee Feller                | CDU     |